# جيمس ستيرلنغ

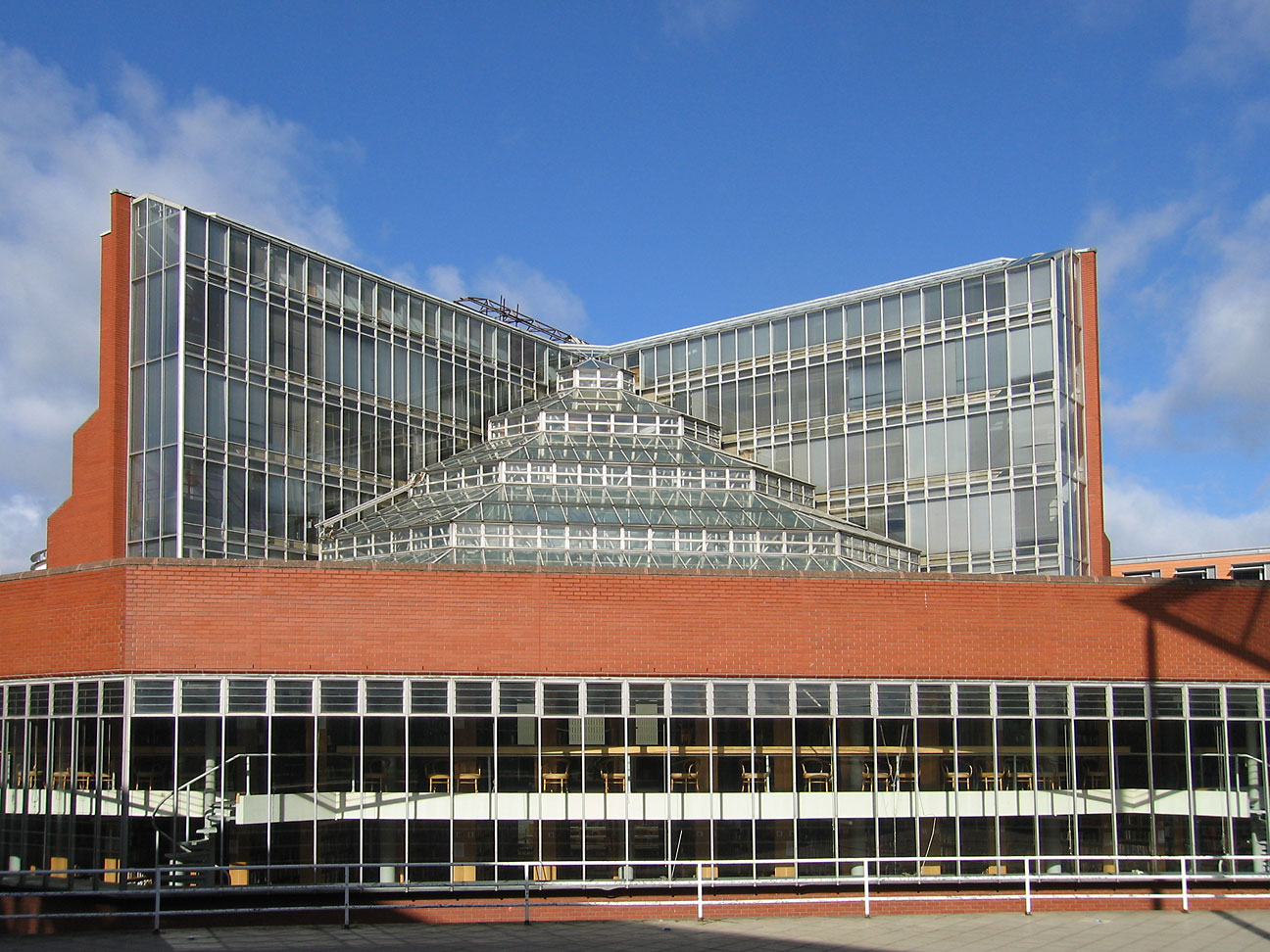
كلية التاريخ جامعة كامبردج إحدى أعمال جيمس سترلنغ.

جيمس ستيرلنغ (بالإنجليزية: James Frazer Stirling) من أشهر المعماريين من مواليد 22 نيسان 1926 وتوفي في 25 حزيران 1992 بريطانيا.

## النشأة والتعليم
ولد ستيرلينغ في غلاسكو. سنة ولادته مقتبسة على نطاق واسع عام 1926. ولكن صديقه الراحل السير ساندي ويلسون صرح في وقت لاحق أنه كان عام 1924. انتقلت العائلة إلى ليفربول عندما كان جيمس رضيعًا ، حيث التحق بمدرسة Quarry Bank الثانوية. خلال الحرب العالمية الثانية ، انضم إلى بلاك ووتش قبل أن ينتقل إلى فوج المظليين. كان بالمظلات وراء خطوط العدو الألمانية قبل يوم النصر وجرح مرتين ، قبل أن يعود إلى بريطانيا.
درس ستيرلنغ الهندسة المعمارية من عام 1945 حتى عام 1950 في جامعة ليفربول ، حيث كان كولن رو معلمًا. عمل في عدد من الشركات في لندن قبل تأسيس ممارسته الخاصة. من 1952-56 عمل مع ليونز ، إسرائيل ، إليس في لندن حيث التقى بشريكه الأول جيمس غوان. ليونز ، إسرائيل ، اعتبرت إيليس واحدة من أكثر ممارسات ما بعد الحرب تأثيرًا في ذلك الوقت ، حيث ركزت على المباني التابعة لدولة الرفاه مع مهندسين معماريين مثل آلان كولكوهون وجون ميلر ونيف براون وسو مارتن وريتشارد ماك كورماك. البروز المعماري. عملت ستيرلينغ في عدد من المباني المدرسية بما في ذلك مدرسة Peckham Girl's Comprehensiive School. عندما بدأ هو وجيمس غاوون ممارستهم الخاصة ، منحتهم شركة Lyons Israel Ellis جزءًا من مشروعهم السكني في بريستون ، مما ساعد على نشر سمعتهم في التصميم المبتكر.

## روابط خارجية
- جيمس ستيرلنغ على موقع الموسوعة البريطانية (الإنجليزية)
- جيمس ستيرلنغ على موقع مونزينجر (الألمانية)
- جيمس ستيرلنغ على موقع إن إن دي بي (الإنجليزية)